# Ekonomia normatywna
Ekonomia normatywna – ekonomia, która  opierając się m.in. na koncepcjach polityki społecznej, polityki gospodarczej i historii gospodarczej formułuje zalecenia co do świadomego kształtowania rzeczywistości ekonomicznej. 
W ekonomii normatywnej formułowane są tezy oparte na własnych systemach wartości badacza i często przyjmują formy zaleceń czy przekształcają się w odrębne szkoły ekonomiczne. Działa ona na podstawie obserwacji rynku i zjawisk w nim zachodzących wyciąga wnioski na przyszłość i stara się przewidzieć skutki obecnych działań gospodarczych.
Jest przeciwieństwem ekonomii pozytywnej